# Litorius
 (mars 2017).
Si vous disposez d'ouvrages ou d'articles de référence ou si vous connaissez des sites web de qualité traitant du thème abordé ici, merci de compléter l'article en donnant les références utiles à sa vérifiabilité et en les liant à la section « Notes et références ».
Le dux Litorius (? - 439) seconde Aetius dans sa lutte contre les Wisigoths en Gaule narbonnaise. En 437, Aetius l'envoie pour débloquer Narbonne, que convoitait le roi wisigoth Théodoric Ier. Il parvient à repousser les Wisigoths jusqu'à Toulouse en 439 ; Théodoric, terrifié par les auxiliaires huns de Litorius, demande à l'évêque de Toulouse de négocier la paix. Mais Litorius donne imprudemment l'assaut sur Toulouse avec ses cavaliers huns (Cassiodore, Chronica, 1232 ; Jordanès, De actibus Getarum, 177 ; Sidoine Apollinaire, Carmina, 7, 300-301 ; Salvien de Marseille, De gubernatione Dei, 7, 9-10), et il est battu ; blessé, il est fait prisonnier par les Wisigoths et il est exécuté quelques jours après.
Plusieurs auteurs anciens (celui de la Vita Orientis et Salvien de Marseille) ont explicitement soutenu le roi chrétien Théodoric face à Litorius qui est resté païen, le général romain se complaisant à consulter les auspices avant une bataille.

## Sources primaires
- Salvien de Marseille, De gubernatione Dei
- Sidoine Apollinaire, Carmina
- Jordanès, De actibus Getarum
- Cassiodore, Chronica
- Hydace de Chaves, Chronica